# Eddy Pauwels
Eddy Pauwels (Bornem, 2 mei 1935 – Edegem, 6 maart 2017) was een Belgisch wielrenner. 

## Loopbaan
Pauwels was prof van 1958 tot 1966. Hij won in totaal vier etappes in de Ronde van Frankrijk. Hij verzamelde vijf gele truien in de Ronde van Frankrijk (1959, 1963). In zijn carrière verzamelde hij 23 overwinningen en 32 podiumplaatsen.
Pauwels overleed in 2017 op 81-jarige leeftijd.

## Belangrijkste overwinningen
1959
- 3e etappe Ronde van België

1961
- 14e etappe Ronde van Frankrijk
- 17e etappe Ronde van Frankrijk

1962
- 11e etappe Ronde van Frankrijk

1963
- 1e etappe Ronde van Frankrijk

## Resultaten in voornaamste wedstrijden
| Jaar | Ronde van Italië | Ronde van Frankrijk | Ronde van Spanje |
| ---- | ---------------- | ------------------- | ---------------- |
| 1959 |                  | 11e                 |                  |
| 1960 |                  | 25e                 |                  |
| 1961 |                  | 9e (2)              |                  |
| 1962 |                  | 10e (1)             | 9e               |
| 1963 |                  | 13e (1)             |                  |
| 1964 |                  | 20e                 |                  |
| 1965 |                  | opgave              | 18e              |
| 1966 |                  |                     | opgave           |

| Jaar | Milaan-San Remo | Ronde van Vlaanderen | Parijs-Roubaix | Luik-Bast.‑Luik | Waalse Pijl | Parijs-Brussel |
| ---- | --------------- | -------------------- | -------------- | --------------- | ----------- | -------------- |
| 1959 |                 | 16e                  | 50e            | 23e             | 27e         | 29e            |
| 1960 |                 |                      | 40e            | 45e             | 15e         | 23e            |
| 1961 | 111e            | 39e                  | 44e            | 23e             | 12e         | 48e            |
| 1962 |                 | 37e                  |                |                 |             |                |
| 1963 |                 |                      |                |                 |             |                |
| 1964 |                 |                      | 75e            | 22e             | 53e         | 62e            |
| 1965 |                 |                      |                |                 |             |                |
| 1966 |                 |                      |                |                 |             |                |